# Martin Hanberg
Martin Hanberg, född 3 februari 1980, är en svensk musiker, sångare och låtskrivare från Östersund. Han har sjungit i grupperna Vapnet, Sibiria och Hospitalet, och har även gjort duetter, bland annat "Sanningsdan" med Säkert!, utgiven på albumet med samma namn 2007. Han arbetar som journalist.